# Algéria az 1968. évi nyári olimpiai játékokon
Algéria a mexikói Mexikóvárosban megrendezett 1968. évi nyári olimpiai játékok egyik részt vevő nemzete volt. Az országot az olimpián 2 sportágban 3 sportoló képviselte, akik érmet nem szereztek.

## Ökölvívás
| Versenyző    | Versenyszám | Selejtező                | 32-es főtábla               | Nyolcaddöntő      | Negyeddöntő       | Elődöntő          | Döntő             | Helyezés |
| Versenyző    | Versenyszám | Ellenfél Eredmény        | Ellenfél Eredmény           | Ellenfél Eredmény | Ellenfél Eredmény | Ellenfél Eredmény | Ellenfél Eredmény | Helyezés |
| ------------ | ----------- | ------------------------ | --------------------------- | ----------------- | ----------------- | ----------------- | ----------------- | -------- |
| Ali Mebarki  | Pehelysúly  |                          | Mohamed Sourour (MAR) · 1-4 | kiesett           | kiesett           | kiesett           | kiesett           | 17.      |
| Rabah Labiod | Váltósúly   | Julius Luipa (ZAM) · 1-4 | kiesett                     | kiesett           | kiesett           | kiesett           | kiesett           | 32.      |

## Torna
Férfi
| Versenyző     | Versenyszám      | Selejtező | Selejtező | Döntő    | Döntő    |
| Versenyző     | Versenyszám      | Pontszám  | Helyezés  | Pontszám | Helyezés |
| ------------- | ---------------- | --------- | --------- | -------- | -------- |
| Larbi Lazhari | Talaj            | 17,30     | 83.       | kiesett  | kiesett  |
| Larbi Lazhari | Ugrás            | 17,45     | 99.       | kiesett  | kiesett  |
| Larbi Lazhari | Korlát           | 16,75     | 102.      | kiesett  | kiesett  |
| Larbi Lazhari | Nyújtó           | 17,95     | 71.       | kiesett  | kiesett  |
| Larbi Lazhari | Gyűrű            | 14,25     | 110.      | kiesett  | kiesett  |
| Larbi Lazhari | Lólengés         | 13,65     | 108.      | kiesett  | kiesett  |
| Larbi Lazhari | Egyéni összetett |           |           | 97,35    | 105.     |